# 라이크 마인드
《라이크 마인드》(영어: Like Minds)는 2006년 공개된 오스트레일리아의 독립 스릴러 영화이다. 그레고리 J. 리드가 각본, 감독을 맡았고, 사우스오스트레일리아 영화 협회에서 제작하였다. 이 영화는 2006년 11월 9일에 오스트레일리아에서 개봉되었다. 2007년에 'Murderous Intent'(→살의)라는 제목으로 미국에서 DVD가 발매되었다.

## 줄거리
17살 앨릭스는 아버지가 교장으로 있는 기숙학교 동급생 나이절을 살해한 혐의로 체포된다. 법 심리학자 샐리는 앨릭스를 인터뷰하며 과거 얘기를 듣기 시작한다.
앨릭스에 따르면 어느 날부터 같은 방을 쓰게 된 나이절은 죽음에 집착했으며, 앨릭스가 수전이란 여자애와 가까워지자 수전을 살해하였다. 이는 한 13세기 성전기사단이 사망한 약혼녀를 시간한 뒤 약혼녀의 머리가 그에게 초능력을 부여했다는 전설을 재현하기 위함이었는데...

## 출연
- 에디 레드메인 - 앨릭스 포브스 역
- 톰 스터리지 - 나이절 콜비 역
- 토니 콜렛 - 샐리 로 역
- 리처드 록스버러 - 마틴 매켄지 형사 역
- 캐스린 브래드쇼 - 헬렌 콜비 역
- 케이트 메이벌리 - 수전 뮬러 역
- 패트릭 맬러하이드 - 교장 역
- 존 오버턴 - 조지 캠벨 역
- 헨리 헤리퍼드 - 톰 호셤 역

## 제작
이 영화는 잉글랜드 요크셔와 사우스 오스트레일리아에서 촬영 되었다. 또한 홀에서의 장면은 웨스트요크셔주 브래드퍼드의 브래드퍼드 그래머스쿨에서 촬영 되었다.

## 같이 보기
- 오스트레일리아 영화